# 도산 지방

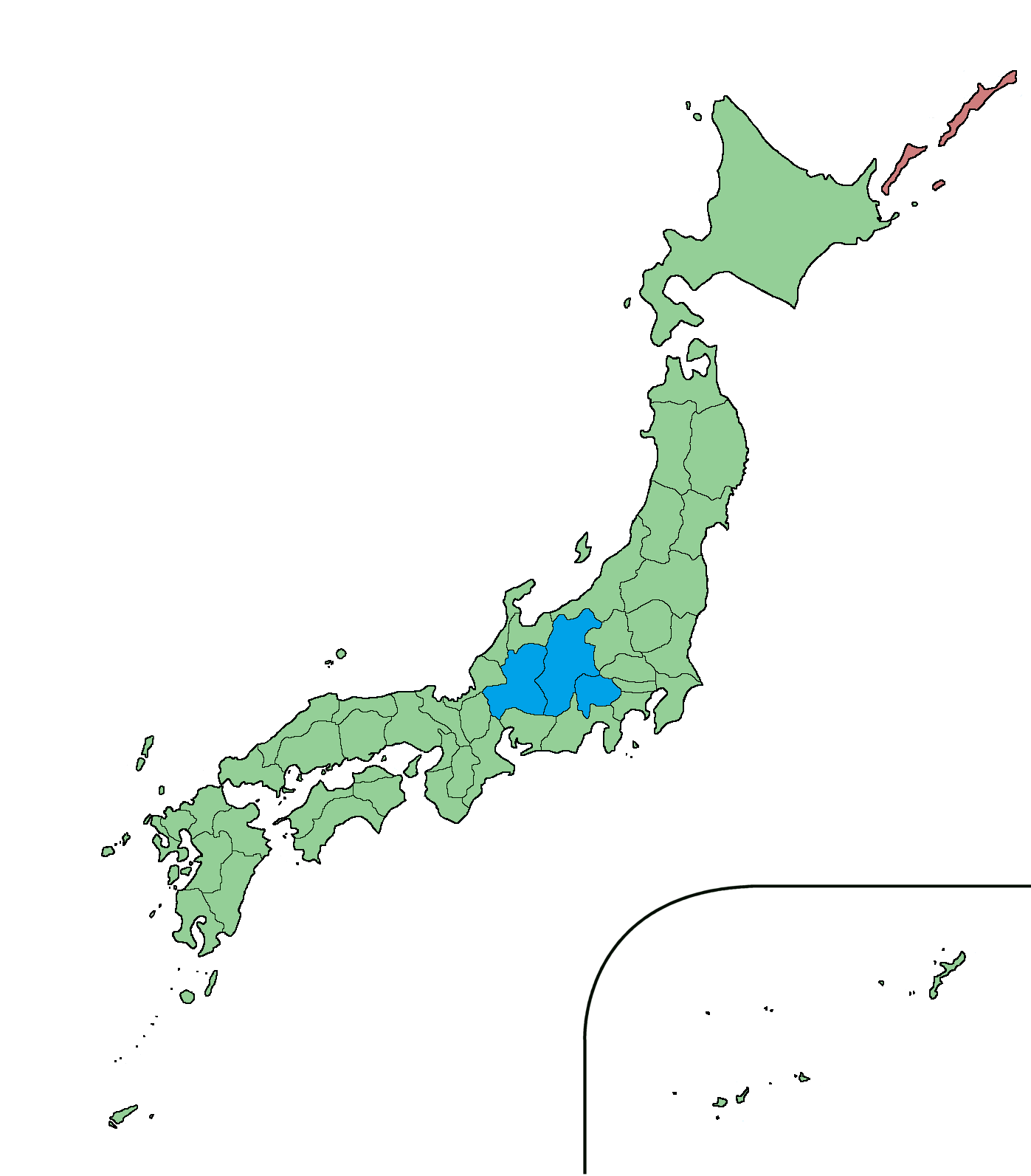
도산 지방

도산 지방(東山地方 도산치호[*])은 일본의 지방 구분 중 하나이다. 주로 야마나시현, 나가노현, 기후현을 총칭한다. 주부 지방의 내륙 측(주오 고지)에 해당한다.